# Тетрастаннид пентадеканатрия
Тетрастаннид пентадеканатрия — бинарное интерметаллическое неорганическое соединение
натрия и олова
с формулой Na15Sn4,
кристаллы.

## Получение
- Сплавление стехиометрических количеств чистых веществ:

{\displaystyle {\mathsf {15\;Na+4\;Sn\ {\xrightarrow {408^{o}C}}\ Na_{15}Sn_{4}}}}

## Физические свойства
Тетрастаннид пентадеканатрия образует кристаллы
кубической сингонии,
пространственная группа I 43d,
параметры ячейки a = 1,314 нм, Z = 4,
структура типа тетрасилицида пентадекамеди Cu15Si4
.
Также сообщается, что при недостатке натрия образуется структура
ромбической сингонии,
пространственная группа P nma,
параметры ячейки a = 0,981 нм, b = 2,283 нм, c = 0,537 нм, Z = 2
.
Соединение образуется по перитектической реакции при температуре 408°C .